# Philydraceae
Philydraceae är en familj av enhjärtbladiga växter. Philydraceae ingår i ordningen himmelsblomsordningen, klassen enhjärtbladiga blomväxter, fylumet kärlväxter och riket växter. Enligt Catalogue of Life omfattar familjen Philydraceae 6 arter.
Kladogram enligt Catalogue of Life:
| Philydraceae | \| \| Helmholtzia \| \| \| \| \| \| Philydrella \| \| \| \| \| \| Philydrum \| \| \| \| |
|              | \| \| Helmholtzia \| \| \| \| \| \| Philydrella \| \| \| \| \| \| Philydrum \| \| \| \| |
|              | himmelsblomsväxter                                                                      |
|              |                                                                                         |
|              | Haemodoraceae                                                                           |
|              |                                                                                         |
|              | Hanguanaceae                                                                            |
|              |                                                                                         |
|              | vattenhyacintväxter                                                                     |
|              |                                                                                         |
|              | Helmholtzia                                                                             |
|              |                                                                                         |
|              | Philydrella                                                                             |
|              |                                                                                         |
|              | Philydrum                                                                               |
|              |                                                                                         |

|  | Helmholtzia |
|  |             |
|  | Philydrella |
|  |             |
|  | Philydrum   |
|  |             |

## Bildgalleri

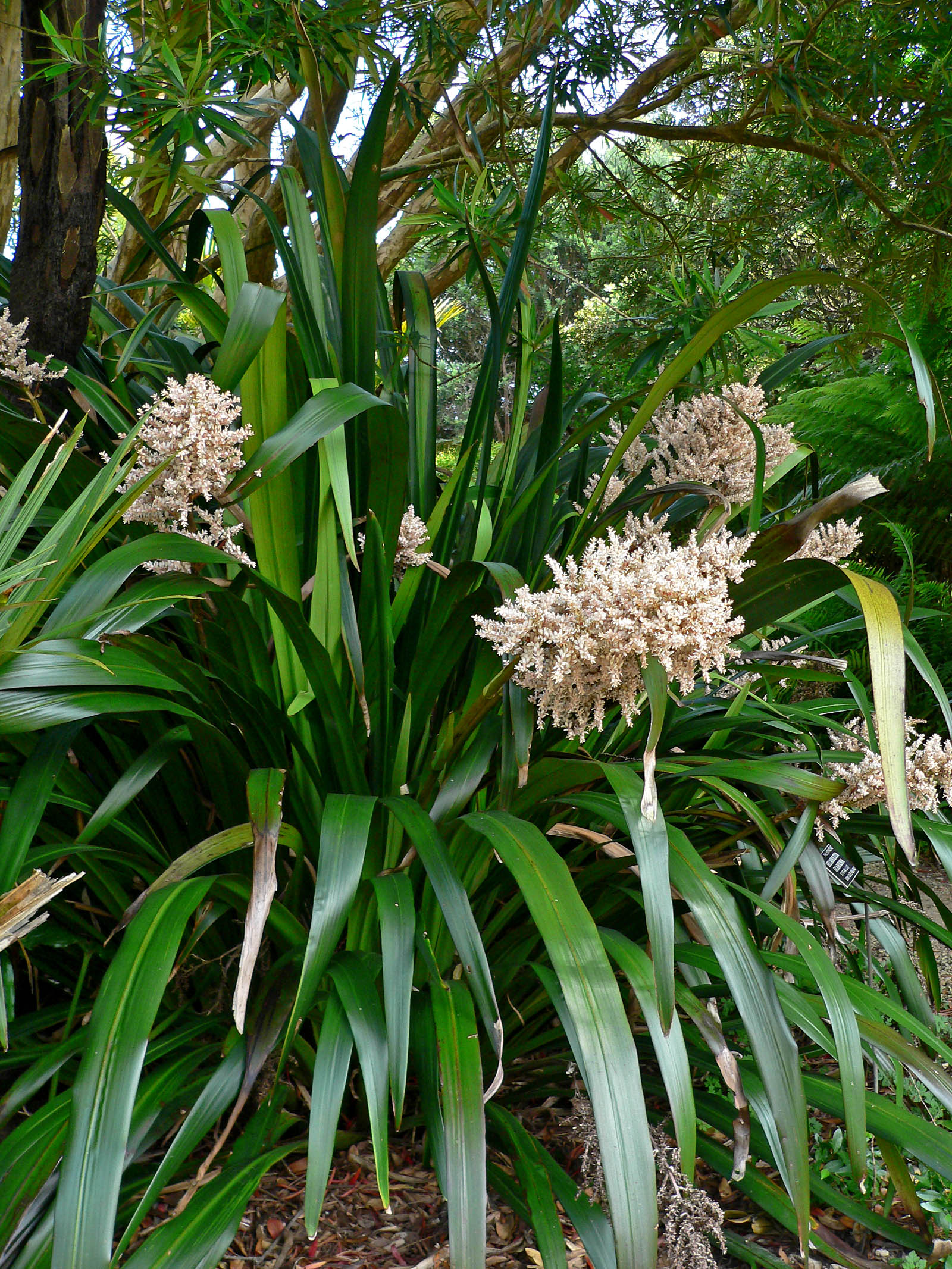